# 阿約拉港

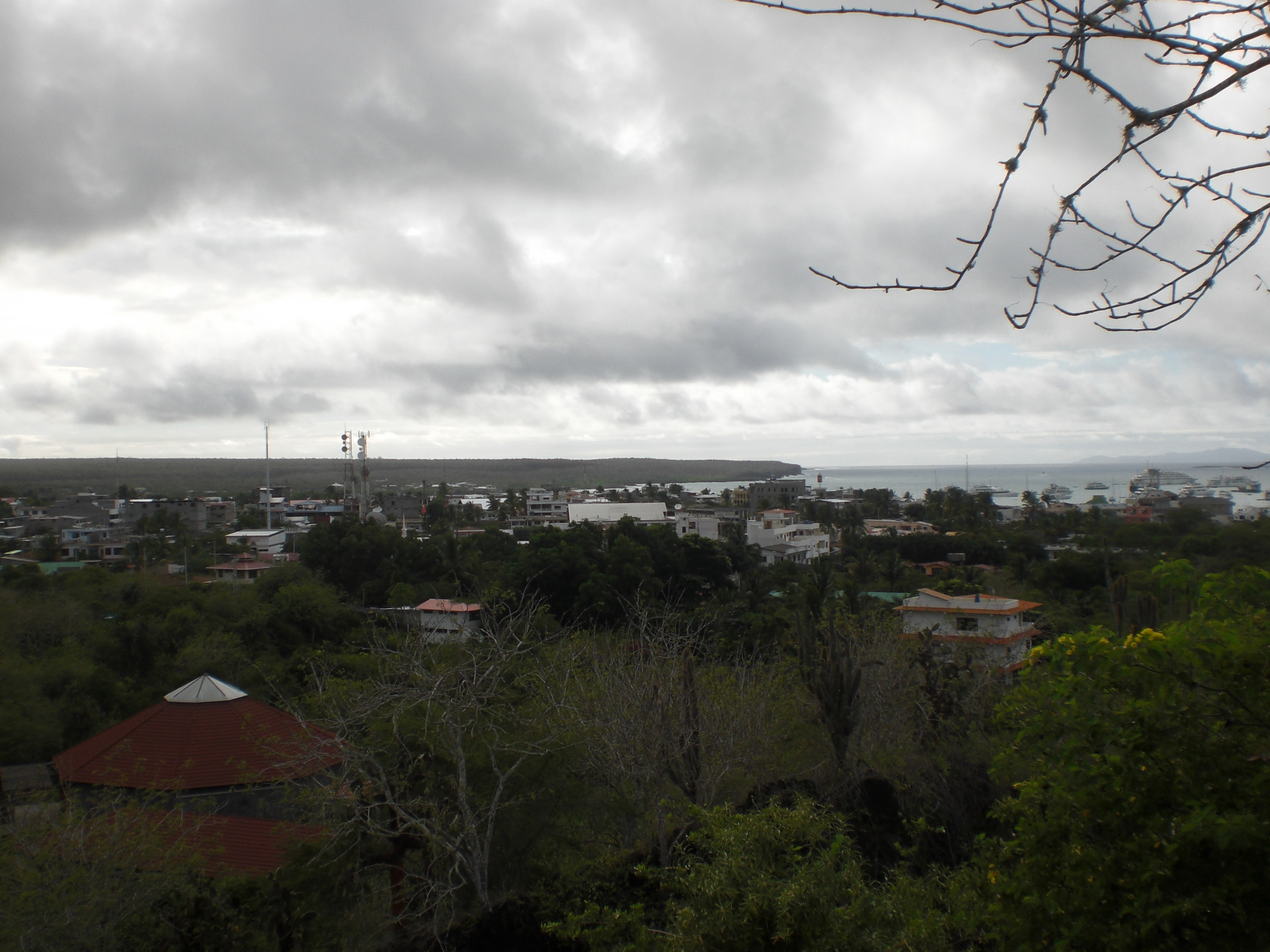
阿約拉港的天際線。

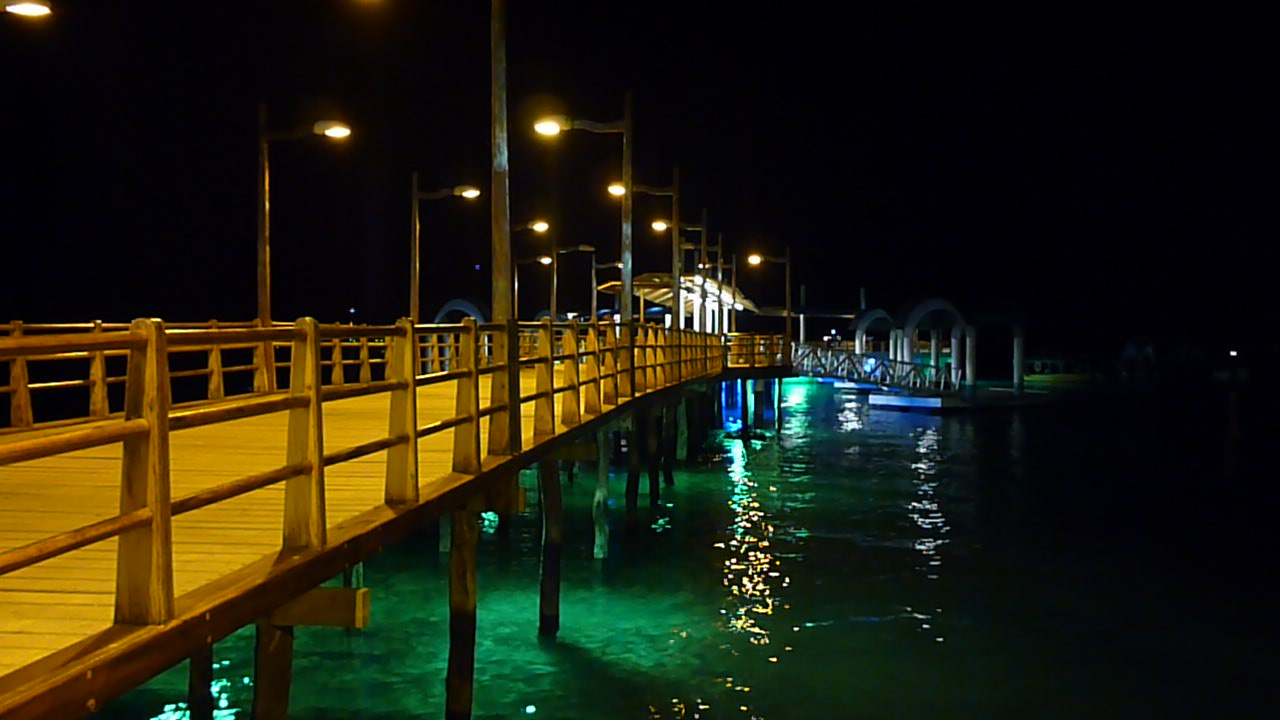
阿約拉港碼頭夜景。

0°45′0″S 90°19′0″W / 0.75000°S 90.31667°W
阿約拉港（西班牙語：Puerto Ayora）是厄瓜多爾的城鎮，位於該國西部，由加拉帕戈斯省負責管轄，是聖克魯斯縣的首府，始建於1905年，海拔高度12米，2010年人口11,974。